# Live in NYC 12/31/92
Live in NYC 12/31/92 es un álbum en edición limitada de Pearl Jam, el cual solo fue obtenido por las personas que pre-solicitaron el álbum Pearl Jam antes de una fecha límite. El álbum captura el concierto de fin de año realizado en The Academy en la ciudad de Nueva York el 31 de diciembre de 1992. En este concierto se dio el debut de la canción «Dirty Frank», además de que ejecutaron una versión rápida de la canción «Wash», la cual nunca han vuelto a tocar. La canción «Stranglehold» (una versión de Ted Nugent) fue ejecutada en el concierto, pero no aparece en la grabación.
A pesar de que este álbum no pertenece a los Bootlegs Oficiales de Pearl Jam, tiene una calidad similar a estos. Este álbum, junto al álbum Concierto de 1993 - Las Vegas, son muestra de la apertura de los conciertos viejos grabados por Pearl Jam para sus fans.

## Lista de canciones
1. «Speed Wash» (Gossard, Ament, McCready, Krusen, Vedder)
  - Versión rápida de Wash.
2. «Sonic Reducer» (Bators, Blitz, Chrome, Magnum, Thomas, Zero)
3. «Why Go» (Vedder, Ament)
4. «Even Flow» (Vedder, Gossard)
5. «Alone» (Abbruzzese, Ament, Gossard, McCready, Vedder)
6. «Garden» (Vedder, Gossard, Ament)
7. «Daughter» (Abbruzzese, Ament, Gossard, McCready, Vedder)
8. «Dirty Frank» (Vedder, Gossard, Ament, McCready, Abbruzzese)
9. «Oceans» (Vedder, Gossard, Ament)
10. «Alive» (Vedder, Gossard)
11. «Leash» (Abbruzzese, Ament, Gossard, McCready, Vedder)
12. «Porch» (Vedder)

- Datos: Q370306